# Napolitana (galeta)
Una napolitana és un dolç format per galetes d'oblia amb crema de xocolata entre elles. La primera fabricació la va dur a terme una empresa d'Àustria anomenada Manner l'any 1898. Consta aquesta napolitana de cinc oblies i quatre capes de crema. S'empraven avellanes importades des de Nàpols (Itàlia) per enriquir el sabor de la crema de xocolata. La recepta original no s'ha canviat en la producció industrial.